# Maria Arnoldowa

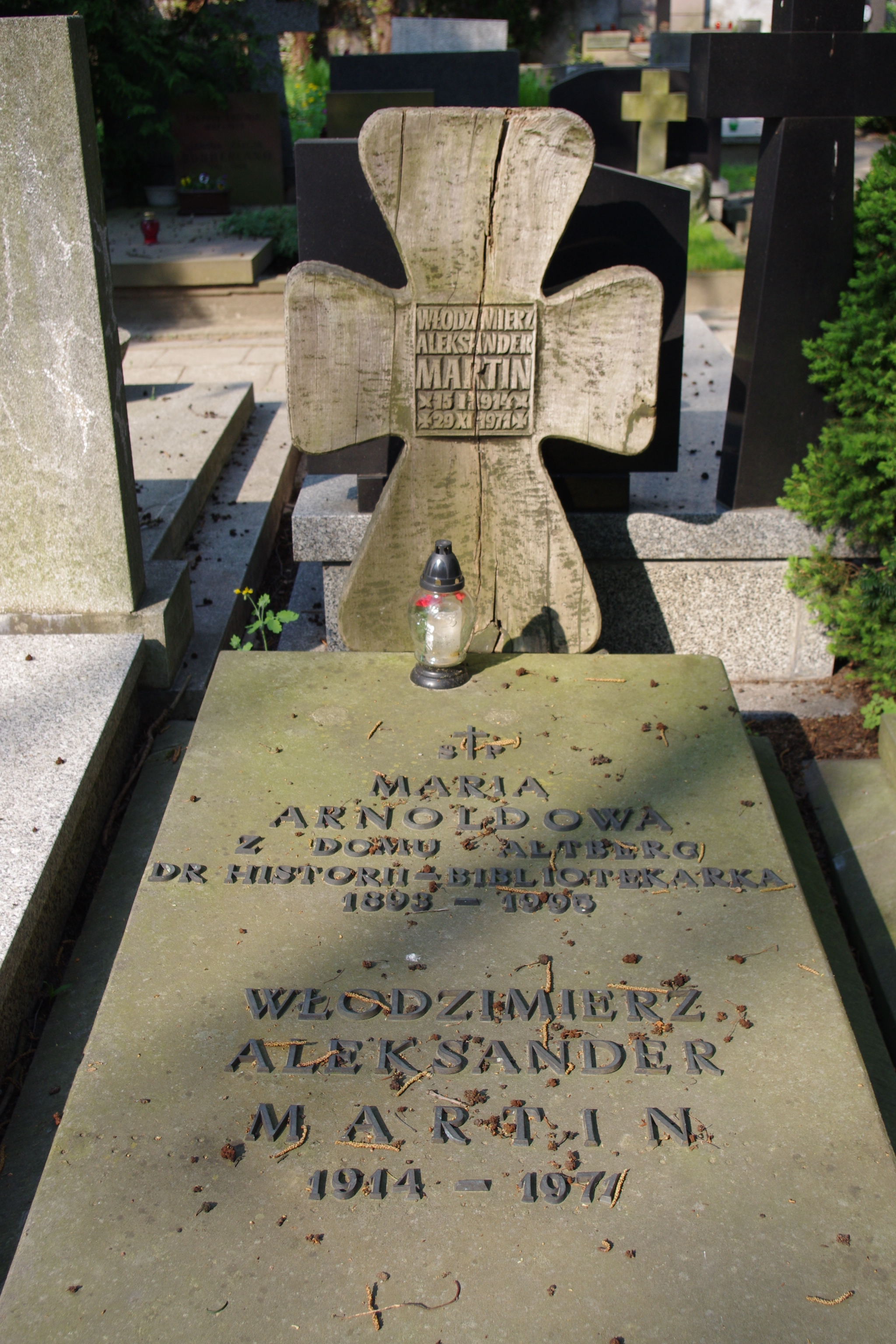
Grób bibliotekarki Marii Arnoldowej na cmentarzu ewangelicko-reformowanym w Warszawie

Maria Arnoldowa, z domu Altberg (ur. 26 października 1893 w Płocku, zm. 16 maja 1995 w Warszawie) – bibliotekarka polska, inicjatorka i kierowniczka Biblioteki Dziecięcej Robotniczego Towarzystwa Przyjaciół Dzieci na warszawskim Żoliborzu.

## Życiorys
Urodziła się w rodzinie żydowskiej jako najmłodsze dziecko z pięciorga rodzeństwa. Była córką Mojżesza Altberga, księgowego, działacza społecznego i wieloletniego prezesa Banku Spółdzielczego w Płocku, i Pauliny (Perli) z domu Golde, nauczycielki muzyki. Jej starsze rodzeństwo zdobyło wyższe wykształcenie za granicą – bracia Lucjan (zmienił nazwisko na Laskowski, adwokat) i Józef (architekt, poległy w 1939) oraz siostry Anna (przyrodniczka, wykładowczyni Uniwersytetu Warszawskiego, po II wojnie światowej Uniwersytetu Łódzkiego) i Emma (pianistka).
Ukończyła siedmioklasową szkołę średnią w Płocku oraz w ramach matury zdała dodatkowy egzamin w tamtejszym gimnazjum męskim. Od 1917 studiowała historię na Uniwersytecie Warszawskim. W 1922 zatrudniła się w Gabinecie Nauk Historycznych Towarzystwa Naukowego Warszawskiego, gdzie uczestniczyła w pracach zespołu gromadzącego materiały do kontynuacji Bibliografii historii polskiej Ludwika Finkla. Była już wówczas mężatką – w 1920 poślubiła kolegę ze studiów Stanisława Arnolda, znanego później historyka i członka Polskiej Akademii Nauk. W 1926, po przedstawieniu rozprawy Proces polsko-krzyżacki w 1422 roku (przygotowanej pod kierunkiem Marcelego Handelsmana), uzyskała tytuł doktora filozofii.
Od 1933 była związana z biblioteką żoliborskiego oddziału Robotniczego Towarzystwa Przyjaciół Dzieci. Do współpracy została zaproszona przez kierującego tym oddziałem lekarza i pedagoga Aleksandra Landego. Zainteresowała ją szczególnie działalność Towarzystwa w zakresie wychowania pozaszkolnego i bibliotekarstwa; nie ograniczając się do przekazania swoich uwag Landemu, aktywnie włączyła się do pracy. Wnioskowała m.in. o prowadzenie równoległych dwóch działów biblioteki dziecięcej – wypożyczalni i czytelni, a także wskazała zestaw potrzebnej literatury pięknej i popularnonaukowej. Korzystała przy tym z konsultacji kierowniczki Biblioteki Wzorowej dla Dzieci (filii Biblioteki Publicznej miasta stołecznego Warszawy), Marii Gutry. Wypożyczalnia, z której korzystały dzieci nie tylko z Żoliborza, funkcjonowała od 1932, czytelnię uruchomiono rok później, tworząc odrębne pomieszczenia dla dzieci starszych oraz dzieci z klas I-III. Zwiększeniu zainteresowania dzieci książką służyły rozmaite formy: konkursy, plakaty, spotkania z autorami, głośne czytanie i opowiadanie baśni, odczyty popularnonaukowe z przezroczami.
Przed biblioteką dziecięcą Maria Arnoldowa stawiała także zadania wychowawcze, związane z umiejętnością zachowania się w specyficznym miejscu czy współpracy z innymi. W ramach lekcji bibliotecznych przygotowywała młodych czytelników do korzystania z katalogów, indeksów, bibliografii. Dzięki wsparciu ze strony osób dorosłych (głównie rodziców), pełniących dyżury w czytelni i współuczestniczących w przygotowaniu imprez towarzyszących, miała czas na dokonywanie analiz kart czytelnika, co z kolei umożliwiało weryfikację potrzeb księgozbioru. Zajmowała się także poradnictwem czytelniczym. Wsparcie Maria Arnoldowa znalazła także w funkcjonującym od wiosny 1934 Kole Przyjaciół Czytelni, zrzeszającym uczniów od klas piątych. Członkowie Koła brali udział w pracach porządkowo-technicznych, od kontroli czystości rąk małych czytelników, przez okładanie książek, drobne naprawy i bieżącą opiekę nad księgozbiorem, po przeprowadzane pod kierunkiem bibliotekarki skontrum.
We wrześniu 1939, w związku z udostępnieniem budynku szkoły Robotniczego Towarzystwa Przyjaciół Dzieci na potrzeby wojskowe, księgozbiór został przeniesiony do innego lokalu. W tym czasie Arnoldowa włączyła się w opiekę nad dziećmi, które w czasie wojennego chaosu trafiły do Towarzystwa; niebawem sama wyjechała do Wilna, gdzie kierowała internatem dla uchodźców, a potem żłobkiem. Jesienią 1941 powróciła do Warszawy, gdzie w latach jej nieobecności działalność biblioteki nie zamarła i była kontynuowana społecznie – choć nielegalnie i w ograniczonym zakresie – przy Warszawskiej Spółdzielni Mieszkaniowej. Marii Arnoldowej udało się ponownie uruchomić czytelnię, gdzie znowu organizowano liczne zajęcia artystyczne i literackie, tworząc swoistą oazę spokoju i porządku w wojennym świecie; z lokalu korzystały również dzieci o korzeniach żydowskich, a liczba czytelników przekraczała rocznie dziesięć tysięcy.
Księgozbiór uległ zniszczeniu w czasie powstania warszawskiego. Po upadku powstania Arnoldowa ponownie opuściła Warszawę i wyjechała do Krakowa, angażując się w tajne nauczanie gimnazjalne w zakresie historii i języka francuskiego. W Krakowie spędziła również pierwsze miesiące powojenne, zatrudniona w Bibliotece Jagiellońskiej przy pracach bibliograficznych na potrzeby tworzonego Państwowego Instytutu Książki; współpracowała też w ponownej organizacji Związku Bibliotekarzy Polskich z jego przewodniczącym, Adamem Łysakowskim.
Zarząd Główny Robotniczego Towarzystwa Przyjaciół Dzieci zwrócił się niebawem do Marii Arnoldowej z prośbą o powrót do Warszawy; przychylając się do tej prośby, w marcu 1946 Arnoldowa podjęła pracę w dawnym miejscu, po pewnych reorganizacjach – Bibliotece i Świetlicy Dziecięcej przy Centralnym Ośrodku Higieniczno-Wychowawczym Towarzystwa Przyjaciół Dzieci. W działalności tej wykorzystywała doświadczenia lat przedwojennych, tworząc cenioną bibliotekę, z której zasobów korzystali m.in. znani później aktorzy Zbigniew Zapasiewicz, Jerzy Karaszkiewicz, Maciej i Damian Damięccy, kardiolog Zbigniew Religa, historyk Andrzej Garlicki. W 1951 władze oświatowe odsunęły ją od pracy w bibliotece dziecięcej, uznając, że reprezentowane przez nią wartości wychowawcze są odmiennie od oczekiwanych w nowej rzeczywistości; przeszła wówczas do pracy w Bibliotece Instytutu Chemii Ogólnej w Warszawie, przyczyniając się do jej unowocześnienia i biorąc udział w organizowaniu specjalistycznych bibliotek resortowych. Przeszła na emeryturę wraz z końcem sierpnia 1958.
Kładąc przez lata nacisk na dobór odpowiedniego księgozbioru na potrzeby bibliotek dziecięcych, Maria Arnoldowa uczestniczyła w pracach szeregu gremiów opiniodawczych w tym zakresie. Zasiadała w komisji recenzyjnej książek dla dzieci przy zespole bibliotekarek dziecięcych Biblioteki Publicznej miasta stołecznego Warszawy. W latach 1934–1939 była członkiem Komisji Oceny Książek do Czytania dla Młodzieży Szkolnej przy Ministerstwie Wyznań Religijnych i Oświecenia Publicznego. Analogiczne zadania związane z doborem lektur szkolnych wykonywała po wojnie jako członek Komisji Wydawniczej przy Urzędzie Rady Ministrów (1945–1959). Oceniała też pozycje literatury zagranicznej (angielskiej, francuskiej, niemieckiej, rosyjskiej) napływające do „Naszej Księgarni”, pod kątem ich możliwej publikacji w Polsce. W 1947 uczestniczyła w ogólnopolskim zjeździe na temat literatury dziecięcej, zorganizowanym przez Ministerstwo Kultury i Sztuki, na którym wygłosiła referat Polska literatura dla najmłodszych, wnioskując o powołanie specjalistycznej instytucji naukowej zajmującej się obiektywną oceną lektur. Brała też udział w innych licznych konferencjach i naradach na ten temat, m.in. organizowanych przez „Naszą Księgarnię”, oraz publikowała artykuły. Część z nich poświęciła działalności Biblioteki Dziecięcej Robotniczego Towarzystwa Przyjaciół Dzieci, część literaturze dziecięcej (m.in. cykl w „Wychowaniu w Przedszkolu” w latach 1949–1954 o twórczości takich autorów, jak Julian Tuwim, Stanisław Jachowicz, Maria Kownacka oraz o baśniach ludowych). Była, wspólnie z Ireną Słońską i Krystyną Kuliczkowską, współautorką koncepcji i autorką wielu haseł w Małym słowniku literatury dla dzieci i młodzieży (1964).
Po wymuszonym odejściu od bibliotekarstwa dziecięcego Maria Arnoldowa powróciła do swoich dawnych zainteresowań historycznych, będąc aktywną również jako emerytka. Już w latach 1947–1948 odnowiła współpracę z zespołem kontynuującym Bibliografię historii polskiej. Od 1952 uczestniczyła w pracach Komisji Badań Dawnej Warszawy oraz Pracowni Atlasu Wczesnośredniowiecznego pod kierunkiem profesora Adama Wolffa. Na potrzeby Komisji Badań Dawnej Warszawy Maria Arnoldowa opracowała skorowidz osób i nieruchomości Starej Warszawy na podstawie ksiąg radzieckich i ławniczych, a także skorowidz ulic wewnątrz murów i poza nimi; jej zasługą jest przygotowanie materiałów, które umożliwiły wytyczenie mało znanej wcześniej ulicy Cudnej (Czudnej). Miała też udział w przygotowaniu do wydania nakładem Ossolineum Księgi radzieckiej miasta Starej Warszawy Tom I (1447–1527) (1963). Zainteresowania historyczne Marii Arnoldowej nie ograniczały się do dziejów Starej Warszawy, uczestniczyła też w badaniach nad rolą kobiet w konspiracji wojennej, czego efektem był przygotowany przez Komisję Historii Kobiet w Walce o Niepodległość Słownik uczestniczek walki o niepodległość Polski 1939–1945 poległych i zmarłych w okresie okupacji niemieckiej (1988).
Maria Arnoldowa zmarła 16 maja 1995 w wieku 101 lat. Pochowana została na cmentarzu ewangelicko-reformowanym w Warszawie (kwatera 6-3-13).

## Ordery i odznaczenia
- Srebrny Krzyż Zasługi (20 czerwca 1947)[2]